# Here I Am (album Eve)
Here I Am to czwarty solowy album amerykańskiej raperki Eve. Miał być wydany 29 stycznia 2008 roku przez wytwórnię Geffen Records i Aftermath Entertainment.
Album będzie zawierał między innymi produkcje Dr. Dre, Timbalanda, Swizz Beatza i Scotta Storcha.
Pierwszym singlem promującym ten album jest "Tambourine". Drugim singlem jej "Give It to You" z Seanem Paulem. Na jej stronie MySpace można usłyszeć piosenkę "Cash Flow" z T.I.
Eve powiedziała, że jej ulubioną piosenką z albumu jest "All Night Long" i może stać się trzecim singlem. Jest to utwór zainspirowany popowym hitem z lat osiemdziesiątych. Eve na nim nie rapuje, tylko śpiewa.

## Lista utworów
1. Cash Flow (featuring T.I.)
2. Tambourine (featuring Swizz Beatz)
3. Here I Am (featuring Dwele)
4. Ain’t Nothin' Changed
5. Original Gangsta Lady (featuring Sean Paul)
6. All Night Long
7. Scorpion Sting (featuring The Game)
8. Step Back (featuring Timbaland)
9. Real Love (featuring Mary J. Blige)
10. Get That Money (featuring Lil’ Kim)
11. Give It to You (featuring Sean Paul)
12. Turn Me On
13. Guess Who's Single Now
14. Thick & Thin (featuring Beyoncé & Bow Wow)
15. We Belong Together
16. You